# Манастир Обед
Манастир Обед (Обеда) припада Епархији сремској Српске православне цркве. Налази се у близини села Купинова, општина Пећинци.

## Историјат и локација
Стари средњовековни мушки манастир Обед, налазио се на речном острву на Сави код села Купинова. Једини је верски објекат у Србији чије се непосредно окружење редовно плави. У народу је познатији као црква мајке Ангелине. По предању подигла га је Ангелина Бранковић са синовима Ђорђем и Јованом, која је ту дошла 1446. године са моштима свога мужа Стефана Бранковића. Ту се замонашила и Ангелина Бранковић (1509), која се по неким изворима упокојила 30. јула 1520. године. Турски извори помињу манастир 1566-1567, 1578. године
Обедска бара је добила име по древном манастиру Обеду. Само име "Обеда" повезује се са речју "беда" (псковски географски термин) што значи мочвара - дакле то је хидроним. Село "Објед" се помиње 1714. године, али већ 1736. године је расељено. За разлику од села, манастир се зове нешто другачије - "Обеда".
Архимандрит шишатовачки Бићентије Поповић обавио је визитацију манастира "Обеда", по налогу митрополита Ненадовића, 5. јуна 1754. године. Посетилац није нашао том приликом никаква "писанија", па се није могло поуздано утврдити постанак његов и ктиторство. Манастир се налазио "фртаљ" сата удаљен од Купинова, на острву, окружен мочваром - водом. До њега се само лети, у јулу и августу може прићи копном с једне стране; иначе се приспева лађом. Ту усред мочваре су и рушевине старог града (Купиника), српског деспота Вука Бранковића. Пред градом се налазила некад у старо време и црква посвећена Св. Луки. Близу манастира, на око 2000 "корака" било је за време Турака, село Обеда, а сада је то пустара. Тадашњи стари становник Купинова, Милан Обеђанин је говорио о ономе што се по предању знало о постанку манастира. Манастир Обед је наводно настао 1507. године, а начинили су га српски деспоти који су ту живели. Манастир је посећивала деспотица - мајка Ангелина, где је "тиховала". Ту се иначе увек (вековима) налазио бар по један монах, при манастиру. Манастирска црква је била једина у околини, па је ту народ долазио.
Манастирска црква је тада била мала, ниска грађевина, од храстова дрвета, појачана каменом, покривена шиндром. Света трпеза је била од камена, као и престол. Антиминс цркве је осветио 1723. године архиепископ Вићентије Поповић. Сиромашно је била опремљена изнутра. Иконостас није био комплетан; престоне иконе и двери су каже се - "порушени"; осталих икона "образа", је око 15. Књига старих и разних је много записано. Ту су све само московске, кијевске, лавовске по пореклу.
Испред цркве је ћелија монашка од дрвета, ту је около и штала покривена трском, ограђена башта, велики шљивик и мали воћњак. Близу цркве је огромни стари дуд и бунар. Честе су високе воде, која плави и цркву до висине часне трпезе. Јеромонах Василије је 1754. године бринуо о манастирској цркви; живео је у Купинову и боравио кад дође у поменутој ћелији. Он је био старац од 58 године, родом из Србије од села Брезнице, код Ваљева. Учио је накнадно школу у Карловцима, код учитеља Максима Суворова, Украјинца. Од 1740. године је прешао из манастира Боговађе у Купиново. Тада су ту долазила још два калуђера, монах Атанасиј и јеромонах ковиљски Никанор, који је држао парохију Обреж. Василије је добио допуштење да по целом Срему скупља прилоге за манастир Обед. Са смрћу купоновачког пароха Рафаила 1741. године Василије је преузео његову "нурију" (парохију). Василије је имао за духовника Авакума бешеновачког, као и помоћника, једног ђака из Купинова. Живео је ту отац Василије пустињачки до своје смрти, како је обећао митрополиту.
После високе воде када је била катастрофа 1723. године, дошао је Вуковарац Лазар Чупић, и покрио цркву и новим балванима је грађевину појачао.
У протоколу манастира Фенек, записано је 1764. године о Обедском. То је његов филијал Обед, са Благовештенском црквом, од дрвета, коју је подигао епископ Максим (Бранковић). То је био српски деспот Георгије Бранковић који се "постригао" у Купинову, у цркви Св. Луке, од стране игумана манастира Благовештења у Србији. Ту је затим 1501. године подигао цркву Благовештенску, за коју нема доказа да је освећена. Деспот Ђорђе, био је син Стефана и Ангелине и замонашио се ту 1495. године, а рукоположен је за свештеника - јеромонаха, од руке софијског митрополита Калевита, у граду Купинику тј. Купинову.
Током визитације 13. марта 1771. године, реметски игуман Атанасије Исаијевић је записао: да манастиру Фенеку припада једна дрвена храстова капелица, од старине, на грунту милитарског места Купинова. Храм је посвећен празнику Благовестима. При капели (манастирској црквици) су две ћелије са кухињом, све од дрвета, под истим кровом. Около је шљивик са 400 стабала и четири косе ливаде. Почетком 20. века задржала се мала манастирска црква, и уз њу кућица од набоја, подзидана циглом. Та црква је сада филијала парохије Купиново, са четири јутра земље око манастира.
По запису на једној богослужбеној књизи, исту је 1774. године приложио Христифор Малетић, при цркви светога Благовештења, званог "Обеда", на Сави.
Мошти светих Бранковића склоњене су пред Турцима 1688. у Сент Андреју у Мађарској, а одатле су убрзо враћене у манастир Крушедол. Ту су почивале до 1716. године, када су их Турци исекли и спалили. Остало је стопало светог Стефана и део руке мати Ангелине. Била је то најстарија црква брвнара посвећена Благовестима Пресвете Богородице. Због своје дотрајалости је срушена 1930. и на том месту је саграђена капела које је такође руина.
До острва са рушевинама манастира Обед долази се путићем око 1,5km пешке кроз шуму. У близини манастира на путу се наилази на остатке средњовековног града Купиника који се помиње у писаним изворима још 1388. године. Првобитно је у њему био деспот Стефан Лазаревић.
Та манастирска дрвена црква порушена је изгледа 1938.(или 1930?) године. Манастир деценијама није постојао, све док није 2008. године поново обновљен.